# Joseph Jacob Isaacson

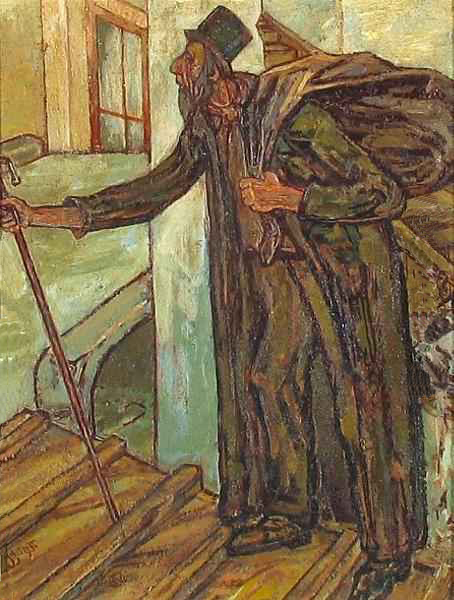
Der wandernde Jude

Joseph Jacob Isaacson (* 20. April 1859 in Den Haag; † 15. Dezember 1942 im KZ Auschwitz) war ein niederländischer Maler, Zeichner und Fotograf.   
Isaacson war ein Sohn des Kaufmanns Joseph Jacob Isaacson und Flora Lambert. Er studierte an der Koninklijke Academie van Beeldende Kunsten in Den Haag, dem Königlichen Polytechnikum Delft und von 1888 bis 1890 an der École des beaux-arts de Paris. Einer seiner Lehrer war Meijer Isaac de Haan. 1888 verließ Isaacson zusammen mit De Haan die Niederlande. Sie brachen nach Paris auf, wo sie den damals noch fast unbekannten Vincent van Gogh kennenlernten. Isaacson war der erste, der 1889 eine positive Kritik an Van Gogh verfasste. 
Isaacson fertigte Porträts an und malte alttestamentliche Szenen, Fantasien, Piratenszenen. 
Am 8. Dezember 1904 heiratete er in Amsterdam Emmerentine Weill, die Schwester der Harfenistin Anna Weill.
Isaacson lebte und arbeitete in Amsterdam, Den Haag, Amsterdam, Delft von 1880 bis 1881, London ab 1882, Amsterdam von 1884 bis 1887, Paris bis 1890, Amsterdam, reiste 1896 und 1905 nach Ägypten. In Den Haag war er auch als Fotograf tätig.
Malte und zeichnete biblische Szenen, Piratenszenen, Fantasien, Porträts usw. 
Unterrichtete Dirk Berend Nanninga. 
Isaacson und seine Frau starben im Konzentrationslager Auschwitz. 